# Tebaldi-Zari
Il Tebaldi-Zari o caccia TZ fu un aereo da caccia monomotore, monoposto e biplano sviluppato in Italia tra la fine degli anni dieci e l'inizio degli anni venti del XX secolo e rimasto allo stadio di prototipo.
Venne portato in volo per la prima volta nel 1919; in epoca successiva la Breda acquisì i diritti di proprietà e sviluppo del velivolo e del suo progetto ridenominandolo Breda Tebaldi-Zari

## Storia del progetto
Il velivolo fu progettato dall'ingegner Alessandro Tebaldi che lavorò all'Isotta Fraschini dal 1914 al 1922; venne costruito nelle Officine dei fratelli Zari e per questo motivo comunemente chiamato Tebaldi-Zari. La ditta dei Fratelli Zari di Bovisio-Mombello fu scelta perché era stata antesignana in Italia per la lavorazione meccanica del legno e possedeva attrezzature ed esperienza per la costruzione di un progetto come il Tebaldi-Zari.
Il prototipo, equipaggiato con un motore Isotta Fraschini V6 da 190 CV, venne portato in volo per la prima volta nel 1919, tuttavia presentato ad una commissione esaminatrice del Regio Esercito non ottenne parere favorevole e il suo sviluppo venne interrotto.
Il progetto suscitò comunque l'interesse della Breda che ne acquistò i diritti di produzione. Successivamente, migliorato in alcuni dettagli, tra cui la sostituzione del motore con un più potente motore V8 Hispano-Suiza HS 42 da 300 hp (224 kW), partecipò ad un concorso nel 1923 per la produzione di un aereo da caccia per la neocostituita Regia Aeronautica, ma anche in questo caso venne scartato.

### Pubblicazioni
- The Aeroplane, Temple Press, 1919.
- Rivista aeronautica, Ministero dell'aeronautica, 1972,  http://books.google.com/books?id=CqEpAQAAIAAJ.
- Plane Facts: Missing Fighter? The first successful Yak, Sesqui to biplane, in AIR International, Volume 27, Issue 2, 1984.